# Gabriele Rossetti (tiratore)
Gabriele Rossetti (Firenze, 7 marzo 1995) è un tiratore a volo italiano vincitore di due medaglie d'oro ai Giochi della XXXI Olimpiade di Rio de Janeiro 2016 nell'individuale ed ai Giochi della XXXIII Olimpiade di Parigi 2024 nello skeet a squadre.
È assistente capo della Polizia di Stato e membro del Gruppo Sportivo Fiamme Oro.

## Biografia
Nato a Firenze ma cresciuto a Ponte Buggianese è stato introdotto al tiro a volo dal padre, il tiratore Bruno Rossetti, vincitore di una medaglia di bronzo ai Giochi della XXV Olimpiade di Barcellona 1992. 
Nel 2014, all'età di 19 anni, Gabriele vince sia il Campionato europeo in Ungheria che il Campionato mondiale a Granada nella categoria Juniores. Sarà nel 2015 che, riconfermandosi campione europeo, a metà stagione, nonostante la giovane età, viene eccezionalmente trasferito dalla categoria Juniores a quella Senior e subito convocato al Campionato mondiale di Lonato del Garda dove conquista la medaglia di bronzo. Conclude la stagione classificandosi al primo posto nella Finale di Coppa del mondo, battendo l'americano, primo al mondo, Vincent Hancock. Quest'ultima vittoria gli varrà la nomina a rappresentare l'Italia ai Giochi olimpici di Rio de Janeiro dove si è laureato Campione Olimpico di tiro a volo nella specialità dello skeet.
Nel 2017 si conferma ai vertici della specialità vincendo la medaglia d'oro anche ai Mondiali di tiro disputati a Mosca (Russia). Nel 2021 ha partecipato ai Giochi della XXXII Olimpiade di Tokyo 2020 classificandosi al 10º posto. Nel 2023 si classifica primo alla Coppa del Mondo di Doha e successivamente alla Coppa del Mondo de Il Cairo. 
Nel 2024 vince la medaglia d'oro alle Olimpiadi di Parigi nello skeet a squadre, in coppia con Diana Bacosi.

## Palmarès
Giochi olimpici 
Medaglie:
- Rio de Janeiro 2016: 1 oro nello skeet
- Parigi 2024: 1 oro nello skeet a squadre miste

 Campionati mondiali 
Medaglie:
- 4 ori (skeet Men Junior a Granada 2014, skeet Men a Mosca 2017, skeet Mixed Team a Lonato 2019, skeet Team Men a Osijek 2022).
- 1 argento (skeet Mixed Team a Osijek 2022).
- 1 bronzo (skeet Men a Lonato 2015).

 Europei 
Medaglie:
- 5 ori (skeet Men Junior a Sarlospuszta 2014, skeet Men Junior a Maribor 2015, skeet Men a Osijek 2021, skeet Team Men a Larnaca 2022, skeet Team Men a Osijek 2023).
- 2 argenti (skeet Men Junior a Larnaca 2012, skeet Men a Baku 2017).
- 2 bronzi (skeet Team Men a Osijek 2021, skeet Mixed Team a Osijek 2021).

 Giochi europei 
Medaglie:
- 1 oro (skeet Mixed Team a Minsk 2019).
- 1 bronzo (skeet Men a Minsk 2019).

 Coppa del mondo di tiro 
Medaglie:
- 5 ori (skeet Team Men a Lonato 2021, skeet Team Men a Osijek 2021, skeet Team Men a Nicosia 2022, skeet Men a Doha 2023, skeet Men a Cairo 2023).
- 4 argenti (skeet Men a New Delhi 2017, skeet Men a Changwon 2018, skeet Men a Acapulco 2019, skeet Team Men a Lonato 2022).
- 9 bronzi (skeet Men a Gabala 2015, skeet Men a Siggiewi 2018, skeet Mixed Team a Osijek 2021, skeet Mixed Team Nicosia 2022, skeet Men a Lonato 2022, skeet Mixed Team a Lonato 2022, skeet Mixed Team a Baku 2022, skeet Mixed Team a Cairo 2023, skeet Mixed Team a Almaty 2023).

 Finali di Coppa del mondo di tiro 
- 3 ori, 1 argento (skeet Men a Nicosia 2015, skeet Men a Larnaca 2021, skeet Mixed Team a Larnaca 2021, skeet a Nuova Delhi 2023).